# Burseraceae
Burseraceae é uma família de plantas angiospérmicas (plantas com flor - divisão Magnoliophyta), pertencente à ordem Sapindales.
O grupo inclui 18 géneros e 550 espécies que incluem a mirra e o incenso. Seu nome se deve à uma homenagem feita ao médico e botânico Joachim Burser. Amplamente distribuída no Brasil, alguns gêneros movimentam o mercado aromático e cosmético, como a Boswella carteri que é usada na fabricação de incensos.

## Etimologia
A família tem a sua origem no gênero Bursera, que por sua ver é uma homenagem ao médico e botânico alemão Joachim Burser (1583-1649).

## Descrição
São em sua maioria árvores, em alguns casos arbustos. 

### Folhas
Alternas e espiraladas, e pinado-compostas, podendo ser, no entanto, trifolioladas ou unifolioladas; venação peninérvia, presença incompleta de estípulas.

### Flores
Com inflorescência determinada e axilar, a maioria das flores são unissexuais, radiais e pequenas. Apresentam de 4 a 5 sétalas, que são ligeiramente conatas, imbricadas e decíduas. Também de 4 a 5 pétalas, livres e pouco conatas. Seus estames variam de 1 a 2 verticilos, e podem ter o mesmo ou duas vezes o número de pétalas. Apresentam 3 a 5 carpelos conatos; de ovário súpero; placentação axial; 1 filete, 1 estigma e 2 óvulos por lóculo.

### Frutos
Frutos em drupa que variam de 1 a 5 caroços, com embrião reto ou curvo, endosperma ligeiramente presente.

## Distribuição Geográfica

Distribuição Global das Burseraceas

Distribuição geral: Principalmente patropical, possui bastante diversidade na América tropical e na África.

Distribuição brasileira:
- Norte: Acre, Amazonas, Amapá, Pará, Rondônia, Roraima, Tocantins.
- Nordeste: Alagoas, Bahia, Ceará, Maranhão, Paraíba, Pernambuco, Sergipe.
- Centro-oeste: Distrito Federal, Goiás, Mato Grosso do Sul, Mato Grosso.
- Sudeste: Espírito Santo, Minas Gerais, Rio de Janeiro, São Paulo.
- Sul: Paraná, Santa Catarina.

Seus biomas são Amazônia, Caatinga, Cerrado, Mata Atlântica.

## Adaptações/Caracteres Evolutivos
Uma das adaptações mais notáveis é a variedade química geral da Burseraceae. Algumas espécies possuem esguichos tóxicos para defesa, quando seus tecidos são perfurados, que ejetam exsudato em até 2 metros de distancia. É sugeria que o desenvolvimento químico seja uma possível resposta coadaptativa a interação com besouros crisomelídeos. 
A Família Burseraceae é monofilética com base em análises cladísticas. Sua casca lisa é uma característica sinapomórfica. As flores diminutas nectaríferas são polinizadas por insetos, e os frutos tem dispersão realizada por aves.

## Reprodução
A reprodução se dá como em qualquer outra Angiosperma. Com a polinização, os grãos de pólen se prendem aos estigmas e são estimulados a se desenvolver. Formam-se, então, os tubos polínicos em direção aos óvulos. O tubo polínico penetra no óvulo através da micrópila. Um dos núcleos espermáticos se junta a oosfera, dando origem ao zigoto. O outro se junta aos dois núcleos polares, originando uma célula triploide. Com várias mitoses, o zigoto forma o embrião e a célula triploide forma o endosperma. Os tecidos do óvulo também se desenvolvem em estruturas que envolvem o endosperma e o embrião, constituindo a semente. Os tecidos do ovário também se desenvolvem, originando o fruto, que além de proteger as sementes, facilita a dispersão.

## Importância Econômica

Há gêneros importantes mercado aromático, em cosméticos e incensos

Pela sua característica de exalar um forte aroma de suas folhas e casca, algumas espécies são de interesse econômico como a Protium e Tetragastris pois elas produzem um exsudato que é utilizado na fabricação de cosméticos e remédios. A Boswella carteri é usada para fabricação de incenso.

## Conservação
As espécies Bursera simaruba, Trattinnickia ferrugínea, Trattinnickia mensais, estão na Lista Oficial das Espécies da Flora Brasileira Ameaçadas de Extinção de 2008. A primeira encontrada na Amazônia, e as ultimas encontradas na Mata Atlântica.

## Potencial Ornamental
A Bursera simaruba é plantada como ornamental na Flórida, onde é nativa, por causa de sua casca de cor atraente.

## Géneros
- Ambilobea
- Aucoumea
- Beiselia
- Boswellia
- Triomma
- Garuga
- Haplolobus
- Pseudodacryodes
- Rosselia
- Santiria
- Scutinanthe

### Gêneros Nativos do Brasil
- Bursera
- Commiphora
- Crepidospermum
- Dacryodes
- Protium
- Tetragastris
- Trattinickia

### Gênero Introduzido no Brasil
- Canarium